# معهد الدراسات السينمائية (باريس)
معهد الدراسات السينمائية (بالفرنسية:  École supérieure d'études cinématographiques ESEC)‏ في باريس هو معهد عالمي يدرس فيه طلاب أكثر من 70 جنسية مختلفة. أسس المعهد كوستيا ميلهاكييف عام 1973. المعهد يتبع نظام التعليم الخاص في فرنسا.
1. معهد الدراسات السينمائية (باريس)

## التاريخ
تأسس المعهد في البداية كمدرسة لتعليم فنون السينما، وكان يهدف إلى تزويد الطلاب بالمعرفة والمهارات اللازمة للعمل في صناعة السينما. على مر السنين، تطور المعهد ليصبح مركزًا رائدًا في التعليم السينمائي، حيث يقدم برامج دراسات متقدمة في مختلف مجالات السينما.

## البرامج الأكاديمية
يقدم معهد الدراسات السينمائية مجموعة متنوعة من البرامج الأكاديمية، بما في ذلك:
- **درجة الماجستير**: تشمل تخصصات مثل الإخراج، والكتابة السينمائية، والتصوير السينمائي، وتحرير الأفلام.
- **دورات قصيرة**: تقدم دورات متخصصة في مجالات معينة مثل الإنتاج، والتسويق السينمائي، وتحليل الأفلام.

## المنهج الدراسي
يعتمد المنهج الدراسي في المعهد على مزيج من التعليم النظري والعملي. يتضمن البرنامج ورش عمل، ومشاريع جماعية، وتدريب عملي في صناعة السينما. كما يتم دعوة محترفين من الصناعة لتقديم محاضرات وورش عمل للطلاب.

## الخريجون
يعتبر معهد الدراسات السينمائية موطنًا للعديد من السينمائيين المعروفين، بما في ذلك مخرجين، وكتاب، ومصورين، الذين حققوا نجاحات كبيرة في صناعة السينما. يُعرف المعهد بتخريج مواهب بارزة ساهمت في تطوير السينما الفرنسية والعالمية.

## تخصصات
يُدَرِّس المعهد ثلاثة تخصصات:
1. إخراج سينمائي
2. إنتاج سينمائي
3. مونتاج ومؤثرات خاصة رقمية

شهادات المعهد هي من المستوى الثاني بحسب نظام التعليم الجامعي الفرنسي (بكالوريوس وماجستير)

## أشهر خريجيها
- إبراهيم باباي
- ميشيل كمون

## الموقع
يقع المعهد في مبنى تاريخي في باريس، ويحتوي على استوديوهات حديثة، ومرافق تعليمية متطورة، ومكتبة غنية بالموارد السينمائية.

## الخاتمة
يستمر معهد الدراسات السينمائية في لعب دور حيوي في تشكيل مستقبل السينما من خلال تقديم تعليم عالي الجودة للجيل القادم من السينمائيين. بفضل تاريخه العريق وسمعته العالمية، يظل المعهد وجهة مفضلة للطلاب الطموحين في مجال السينما.

## وصلات خارجية
الموقع الرسمي لمعهد الدراسات السينمائية